# هوریانا مانوئل
هوریانا مانوئل (انگلیسی: Huriana Manuel؛ زادهٔ ۸ اوت ۱۹۸۶) بازیکن راگبی ۱۵ نفره زن اهل نیوزیلند است.
وی همچنین در تیم ملی راگبی ۱۵ نفره زنان نیوزیلند بازی کرده‌است.
وی در مسابقات کشوری و بین‌المللی در مجموع برندهٔ ۱ مدال نقره شده‌است.